# Antonín Vaníček
Antonín Vaníček, né le 22 avril 1998 en Tchéquie, est un footballeur tchèque qui évolue au poste d'ailier droit au FK Mladá Boleslav.

## Biographie

### En club
Antonín Vaníček est formé par le Bohemians 1905, où il commence sa carrière professionnelle.
Le 9 juin 2021, est annoncé le prêt de Vaníček au FK Jablonec pour la saison à venir,.
Lors de l'été 2022, Antonín Vaníček rejoint le FK Mladá Boleslav. Le transfert est annoncé le 22 juin 2022 et il signe un contrat courant jusqu'en juin 2025.

### Carrière en sélection nationale
Antonín Vaníček honore sa première sélection avec l'équipe de Tchéquie espoirs le 11 novembre 2017, contre Saint-Marin. Il entre en jeu à la place de Michal Sáček et son équipe s'impose par trois buts à un. Le 6 septembre 2019 Vaníček inscrit son premier but pour les espoirs lors de la victoire des siens face à la Lituanie (2-0).

## Statistiques
| Saison                | Club                  | Championnat           | Championnat | Championnat | Coupe(s) nationale(s) | Coupe(s) nationale(s) | Compétition(s) continentale(s) | Compétition(s) continentale(s) | Compétition(s) continentale(s) | Total | Total |
| Saison                | Club                  | Division              | M.          | B.          | M.                    | B.                    | Comp.                          | M.                             | B.                             | M.    | B.    |
| 2017-2018             | Bohemians 1905        | D1                    | 18          | 3           | 1                     | 0                     | -                              | -                              | -                              | 19    | 3     |
| 2018-2019             | Bohemians 1905        | D1                    | 27          | 1           | 3                     | 1                     | -                              | -                              | -                              | 30    | 2     |
| 2019-2020             | Bohemians 1905        | D1                    | 19          | 0           | 1                     | 0                     | -                              | -                              | -                              | 20    | 0     |
| Total sur la carrière | Total sur la carrière | Total sur la carrière | 64          | 4           | 5                     | 1                     | -                              | -                              | -                              | 69    | 5     |